# Psalm 54
Der 54. Psalm ist ein Psalm Davids und gehört in die Reihe der „Klagelieder eines Einzelnen“. 

## Gliederung
Der Psalm kann folgendermaßen gegliedert werden:
1. Vers 3 f.: Bitte und Wunsch
2. Vers 5: Klage
3. Vers 6: Ausdruck des Vertrauens
4. Vers 7: Wunsch
5. Vers 8 f.: Gelübde und Danklied

Der zweite Vers ist dabei zur Überschrift gehörig.

### Vers 2
David wird vom König Saul verfolgt und hält sich in der Wüste Sif versteckt. Der zweite Vers bezieht sich wohl auf 1 Sam 23,19 . Dort heißt es:
Aber die Sifiter zogen zu Saul nach Gibea hinauf und sagten: Hält David sich nicht bei uns auf den Bergfesten verborgen, in Horescha, auf dem Hügel Hachila, der südlich von Jeschimon liegt?

### Vers 3
Ähnlich wie in Psalm 20 fällt bei diesem Psalm die Wirkmächtigkeit auf, die der Psalmist dem Namen Gottes zuschreibt, sodass er sich durch diesen Namen Rettung erhofft.